# Piccolo omento
Il  piccolo omento, detto anche piccolo epiploon, rappresenta il residuo dell'originario mesoepatico dorsale, e si estende dal solco trasverso della faccia viscerale del fegato alla piccola curvatura dello stomaco e al margine superiore della parte superiore del duodeno. Ciò avviene attraverso il legamento epatogastrico e il legamento epatoduodenale. Tali legamenti vengono anche detti rispettivamente pars flaccida e pars tensa, poiché mentre il legamento epatogastrico è semi-trasparente il legamento epatoduodenale invece è più spesso, poiché al suo interno passa il peduncolo epatico.
Il piccolo omento definisce un recesso peritoneale, chiamato borsa omentale, o retrocavità degli epiploon. Il legamento epatogastrico funge da parete anteriore di tale cavità. Per accedere a questo spazio vuoto si passa dal forame epiploico.